# Кичин, Валерий Семёнович
Вале́рий Семёнович Ки́чин (род. 31 декабря 1938, Свердловск) — российский журналист, кино- и театральный критик, радиоведущий. Обозреватель «Российской газеты». Заслуженный работник культуры Российской Федерации (2010). Лауреат премии Правительства РФ (2019).

## Биография
Окончил Музыкальную школу-десятилетку при Уральской государственной консерватории в Свердловске (класс фортепиано) и факультет журналистики Уральского государственного университета (1961). Начинал редактором музыкальных программ на Приморском ТВ (Владивосток), затем работал редактором молодёжных и музыкальных программ на Свердловском телевидении, заместителем ответственного секретаря газеты «Вечерний Свердловск». С 1968 года в Москве. В 1976 году стал членом КПСС. Заведовал отделами в журналах «Советское фото», «Искусство кино» и еженедельнике «Неделя», работал обозревателем в «Литературной газете» и газете «Советская культура», был главным редактором журнала «Советский фильм», заместителем главного редактора журналов «Советский экран», «Обозреватель» и «Столица», заместителем главного редактора и редактором отдела телевидения «Общей газеты», специальным корреспондентом газеты «Известия».
До 4 октября 2011 года был ведущим еженедельных программ «Кино по пятницам» и «Музыка в квадрате» на радио «Радио России — Культура» (FM 91.6). Его передачи по распоряжению руководства ВГТРК убрали из эфира после того, как он публично высказался против перевода радиостанции в УКВ-диапазон.
Был членом жюри отечественных и международных кинофестивалей (Варна, Сочи, Екатеринбург, Одесса, Ханты-Мансийск), членом жюри ФИПРЕССИ на Всемирном фестивале в Монреале, членом жюри театрального фестиваля «Золотая маска» (дважды), председателем жюри российских критиков на Московском международном кинофестивале, членом жюри Международного конкурса молодых артистов оперетты и мюзикла имени Владимира Курочкина (Екатеринбург, 2018). В 2011 году стал куратором и программным директором онлайн-кинофестиваля «Дубль дв@». «Неизвестное кино России», который по его идее «Российская газета» впервые в стране провела в Интернете на сайте d2.rg.ru. С 2011 по 2021 годы прошли 12 кинофестивалей: второй был посвящён документальному кино, третий — режиссёрским дебютам, четвёртый — «Сезон мастеров» — включал конкурсы игровых и анимационных фильмов, пятый, «Неизвестное кино России», имел «театральный антракт», где показал два лучших в России мюзикла: «Норд-Ост» (Москва) и «Екатерина Великая» (Екатеринбург). В «Театральном антракте» 2017 года публике были представлены мюзиклы «Гадюка» (Новосибирск) и «Яма» (Екатеринбург), в 2018-м — «Зойкина квартира» (Свердловский театр драмы), «Восемь любящих женщин» (Новосибирский музыкальный театр), в 2019-м «Вольный ветер мечты» (Московская оперетта), «Алые паруса» (Москва), «Мертвые души» (Театр музыкальной комедии, Екатеринбург). С 2017 года на фестивале, кроме традиционного зрительского, появились профессиональные жюри полного и короткого метра, в качестве председателей выступали Александр Митта (2017), Рустам Ибрагимбеков (2018), Вадим Абдрашитов (2019), Армен Медведев (2020), Владимир Хотиненко (2021). Работали также молодёжные жюри студентов ВГИКа и РАТИ. Аудитория фестиваля за эти годы выросла до 200 000 просмотров, на 12-й фестиваль зрители приходили из 96 стран мира.
В 2016 году выступил в качестве автора идеи и программного директора Уральского открытого фестиваля российского кино в Екатеринбурге. 1-й фестиваль прошёл с 21 по 27 сентября 2016 года в залах 9 крупнейших кинотеатров Екатеринбурга и в 8 городах Свердловской области; его посетило около 50 тысяч человек, было показано более 90 фильмов полного и короткого метра. Председателем первого жюри фестиваля стал Владимир Меньшов, президентом фестиваля — Глеб Панфилов. 2-й фестиваль проходил 2—8 сентября 2017 года (председатель жюри — режиссёр Андрей Прошкин). За фестивальную неделю состоялось 250 сеансов 120 полнометражных, короткометражных и сферических фильмов VR. В дальнейшем фестиваль не выходил из-за отсутствия финансирования.
В 2018 году был подвергнут цензуре: из «Российской газеты» полностью исчез обзор, сделанный В. Кичиным по следам премьеры на Каннском фестивале фильма «Донбасс». В последний день фестиваля в этой же газете опять был изъят абзац, посвящённый картине С. Лозницы, причём редакция не поставила автора в известность. Узнав об этом уже после возвращения из Канн, отреагировал резко:

Из моей короткой информационной заметки об итогах каннского конкурса «Особый взгляд» в опубликованном на сайте газеты материале были убраны три строчки. О том, что Приз за режиссуру получил Сергей Лозница за свой антивоенный фильм «Донбасс». Фильм, важный для сегодняшнего момента, фильм, который должны видеть и в России, и в Украине, и в мире. Так я считаю, и так написал в своей рецензии после премьеры.
В газете, где я работаю, сочли иначе. Это право редакции, у которой всегда могут быть свои мотивы. Я выполнил свои журналистские обязанности — проинформировал о радостном для меня и для многих событии. Право газеты — осуществлять политику, к которой я менее всего хотел бы быть причастным. К любой. Не для того шел в журналистику.— Валерий Кичин 21.05.2018
Автор буклетов «Андрей Миронов» (1980), «После дебюта» (1981), книг «Людмила Гурченко» (1988), «Там, где бродит Глория Мунди» (2010), «Танцующая в пустоте» (2013), статей в сборниках «Андрей Миронов глазами друзей» (2003), «Наталья Гундарева глазами друзей» (2005), «Игра и правда. Монологи о Марке Захарове» (2010).
Член Союза журналистов России, Союза кинематографистов России. Член Российской Академии кинематографических искусств «Ника».

## Награды
Лауреат профессиональных премий Союза театральных деятелей и Союза кинематографистов СССР, «Золотой Овен» (1998), Гран-при Humoris causa сатирического журнала «Крокодил», премии Гильдии киноведов и кинокритиков России «Белый слон» (2003), премии имени Мирона Черненко (2011) Гильдии киноведов и кинокритиков России за отточенное мастерство, гражданственность позиции и яркий критический темперамент, премии «Слон» — «За честь, достоинство и вклад в профессию» (2012). Заслуженный работник культуры РФ (2010). Лауреат Премии правительства РФ в области СМИ (2019).